# Modernismo brasileño

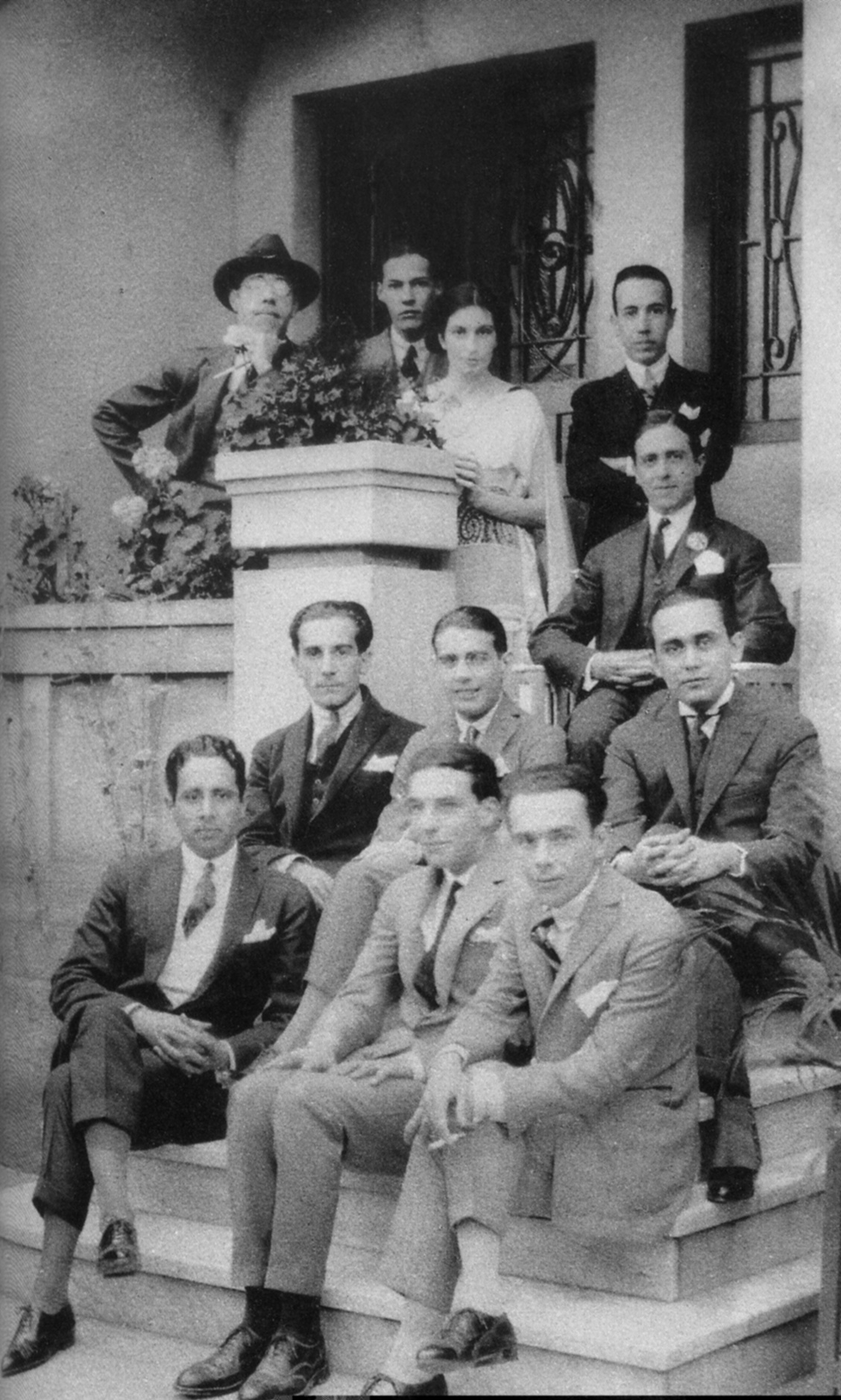
Mário de Andrade (primero a la izquierda, arriba), Rubens Borba de Moraes (sentado, segundo de izquierda a derecha) y otros modernistas de 1922.

El modernismo brasileño fue un movimiento cultural de amplio espectro, que afectó tanto a la literatura como a las artes plásticas, iniciado en Brasil en la década de 1920. En él se adaptaron elementos de las vanguardias europeas anteriores a la Primera Guerra Mundial, tales como el cubismo y el futurismo. 
El modernismo pretendía construir una verdadera cultura brasileña, y con tal fin emprendió un revisionismo de las tradiciones culturales brasileñas. Tuvo dos fases: la primera, entre 1922 y 1930; la segunda, entre 1930 y 1945. 

## Contexto histórico
El modernismo brasileño se enmarca en las profundas transformaciones que el país sudamericano sufrió durante las primeras décadas del siglo XX. Al empezar el siglo, acababa de iniciarse en Brasil el periodo conocido como República Vieja, durante el cual detentaban el poder las oligarquías rurales. Esto empezó a cambiar con la inmigración europea masiva que recibió el país (más de tres millones de inmigrantes entre 1871 y 1920), que propició el auge de las ciudades y el nacimiento de una burguesía y pequeña burguesía industrial y comercial, y un proletariado y un subproletariado urbanos. Al mismo tiempo se difundían ampliamente en el país las ideas anarquistas y socialistas: un año clave en este sentido fue 1917, en que se llevó a cabo en Brasil la primera huelga general. En 1922 se fundó el Partido Comunista Brasileño.
En 1922, varios sectores del ejército mostraron su oposición a la elección como presidente de Artur Bernardes, representante de las oligarquías rurales, y se sublevaron en Río de Janeiro, en la llamada «Rebelión de los tenientes». Aunque la revuelta fracasó, persistió el descontento, y estallaron nuevas sublevaciones: en 1924, en São Paulo, y en 1925.
La economía brasileña sufrió además tras la Gran Depresión de 1929, que afectó a las exportaciones de café, principal producto nacional. En este contexto, se llevó a cabo la elección presidencial de 1930, con dos candidatos: Júlio Prestes, de São Paulo, partidario de la oligarquía; y Getúlio Vargas, de Minas Gerais, que anunciaba medidas reformistas y que tenía el apoyo de los militares. Venció Prestes, pero los descontentos iniciaron una sublevación que llevó a la Revolución de 1930. Vargas se mantendría en el poder hasta 1945, iniciando una serie de reformas destinadas a modernizar el país y promover la industria.

## Precedentes
Se considera que el modernismo brasileño nace oficialmente con la celebración de la Semana de Arte Moderno de São Paulo, en febrero de 1922. Sin embargo, a lo largo de la década anterior se había dado ya en la ciudad de São Paulo una serie de episodios aislados que prefiguraban la eclosión del modernismo. En 1911, Oswald de Andrade y Emílio de Menezes fundaron la revista O Pirralho. Al año siguiente, Andrade regresó de un viaje a Europa trayendo noticias del futurismo, con la novedad del verso libre. 
En 1913 y 1914 tuvieron lugar las primeras exposiciones de pintura expresionista, a cargo respectivamente de Lasar Segall y Anita Malfatti. En 1917 se publicaron las primeras obras de Mário de Andrade (Há uma gota de sangue en cada poema), Manuel Bandeira (A cinza das horas), Menotti del Picchia (Juca Mulato), y Guilherme de Almeida (Nós), en las que, aún manteniéndose dentro de la estética parnasiano-simbolista dominante, se encuentran ya ciertas innovaciones en el lenguaje. Malfatti, que desde 1915 se encontraba en Nueva York, regresó en 1917 y llevó a cabo una nueva exposición que fue duramente criticada por Monteiro Lobato, y defendida por De Andrade.
En 1921 Mário de Andrade escribió Paulicéia desvairada, considerada la primera obra de poesía modernista, y empezó a publicar en el diario Jornal do Comércio una serie de artículos, con el título de "Mestres do passado", en los que criticaba la influencia del parnasianismo en la poesía brasileña. Ese mismo año, Emiliano Di Cavalcanti llevó a cabo una exposición de sus obras con el título de Fantoches de meia-noite.

## Primera fase (1922-1930)
La primera fase del modernismo brasileño se caracteriza por las tentativas de marcar posiciones, rompiendo con las estructuras heredadas del pasado. Se busca lo moderno, original y polémico, al tiempo que se busca la identidad de Brasil en sus orígenes y se revaloriza al indio como verdaderamente brasileño. Es un movimiento profundamente nacionalista, que busca también afirmarse en el aspecto lingüístico, diferenciando la "lengua brasileña", hablada por la gente de la calle, de la lengua portuguesa.
Fue un periodo de gran efervescencia cultural, rico en manifiestos y revistas de vida efímera, que Mário de Andrade describiría retrospectivamente como "la mayor orgía intelectual que la historia artística del país ha registrado". 

### Autores principales
Los principales autores de esta fase del modernismo fueron Mário de Andrade, Oswald de Andrade, Manuel Bandeira, Antônio de Alcântara Machado, Menotti del Picchia, Oswaldo Costa, Cassiano Ricardo, Guilherme de Almeida y Plínio Salgado. Obras especialmente relevantes fueron: de Mário de Andrade, el libro de poemas Pauliceia desvairada (1922) y la novela Macunaíma (1928); de Oswald de Andrade, Memórias sentimentais de Joao Miramar (1923); de Manuel Bandeira, Ritmo dissoluto (1924); de Alcântara Machado, Brás, Bexiga e Barra Funda (1927); de Cassiano Ricardo, Vamos caçar papagaios (1926) y Martim Cererê (1928); de Plínio Salgado, O estrangeiro (1926). 
En la época en que se originó el modernismo, Brasil vivía un momento de gran trascendencia en lo político. En 1922 se celebraron elecciones a la presidencia de la República. Ese mismo año se fundaba el Partido Comunista de Brasil; en 1926 se fundó el Partido Democrático, uno de cuyos fundadores fue Mário de Andrade.

### Revistas literarias
Algunas de las principales revistas literarias de esta primera fase del modernismo fueron Klaxon, subtitulada "Mensário de Arte Moderna", que aglutinaba al grupo modernista de São Paulo, llegó a publicar nueve números entre 1922 y 1923, y resultó profundamente innovadora tanto en el aspecto gráfico como en su contenido; Estética, aparecida en Río de Janeiro en 1925; A Revista (1925-1926), que difundió el ideario modernista en Minas Gerais . Gran importancia tuvo también la Revista de Antropofagia, fundada en 1928 por Oswald de Andrade.
Otras revistas:
- Revista Verde de Cataguazes (MG - 1927-1928)
- Revista Estética (RJ - 1924)
- Revista Terra Roxa e outras Terras (SP - 1926, colaborador Mário de Andrade)
- Revista Festa (RJ - 1927, Cecília Meireles como colaboradora)

### Grupos y manifiestos
El Manifiesto da Poesia-Pau Brasil fue firmado en 1924 por Oswald de Andrade, que vivía entonces en París. Reclamaba principalmente la construcción de una cultura autóctona, que requería a su vez la creación de una lengua brasileña. Pau Brasil defendía un nacionalismo crítico, comprometido con la izquierda e implicado en la denuncia de la realidad social.
Como reacción a este movimiento, surgió en São Paulo el movimiento Verde-Amarelo, formado por Menotti del Picchia, Plínio Salgado, Guilherme de Almeida y Cassiano Ricardo. En 1927, este grupo cambiaría de nombre, al tomar como símbolos al anta (tapir) y al indio tupí, convirtiéndose en la "Escola da Anta". A diferencia de Pau Brasil, que fue tachado por los verdeamarelistas de "afrancesado", el grupo Verde-Amarelo/Anta defendía un nacionalismo "ufanista", de carácter utópico, más bien próximo a las corrientes de extrema derecha. Em mayo de 1929, el grupo verde-amarelista publicó el manifiesto Nhengaçu Verde-Amarelo — Manifesto do Verde-Amarelismo ou da Escola da Anta.
Entre 1925 y 1930 se difundieron ampliamente las ideas modernistas en los estados brasileños. El Centro Regionalista del Nordeste, de Recife, procuró unir el sentimiento de unidad del nordeste del país con los nuevos moldes modernistas. Proponiéndose trabajar en favor de los intereses de la región, organizaron conferencias, exposiciones de arte, congresos, etc., al tiempo que editaron una revista. En el regionalismo nordestino militarían autores como Graciliano Ramos, José Lins do Rego, José Américo de Almeida, Rachel de Queiroz, Jorge Amado y João Cabral, sobre todo en la segunda parte del modernismo. 
El movimiento más destacado de la primera fase del modernismo fue sin duda el aglutinado en torno a la Revista Antropofagia (1928-1929). La revista tuvo dos fases ("denticiones"): durante la primera (1928-1929) se publicaron diez números, bajo la dirección de Antônio Alcântara Machado y la gerencia de Raul Bopp; en la segunda, la revista apareció semanalmente (16 números) en el periódico Diário de São Paulo, y su secretario fue Geraldo Ferraz. La revista puede considerarse como una nueva etapa del movimiento Pau-Brasil, y como una respuesta la grupo verdeamarelista. De acuerdo con algunos críticos, el origen del movimiento está en el cuadro Abaporu de Tarsila do Amaral (Jauregui 2012). 
La primera fase de la revista se inició con un polémico manifiesto de Oswald de Andrade. Entre sus colaboradores estaban Alcântara Machado, Mário de Andrade (que en el segundo número publicó un capítulo de su novela Macunaíma), Carlos Drummond de Andrade(que publicó en el tercer número su poema "No meio do caminho"); además, incluía dibujos de Tarsila, artículos en favor de la lengua tupi de Plínio Salgado y poemas de Guilherme de Almeida.
La segunda fase se inició con la ruptura entre Oswald y Mário de Andrade, y estaba más definida ideológicamente. Colaboraron Oswald, Bopp, Geraldo Ferraz, Oswaldo Costa, Tarsila y Patrícia Galvão (Pagu). Las críticas ("mordiscos") estuvieron a cargo de Mário de Andrade, Alcântara Machado, Graça Aranha, Guilherme de Almeida, Menotti del Picchia y Plínio Salgado.

## Segunda fase (1930-1945)
La segunda fase del modernismo brasileño se extiende desde 1930 hasta 1945. Es un período rico en la producción literaria, en el cual el universo temático se amplía y los artistas se preocupan más del destino del hombre. Según Cassiano Ricardo, "la segunda fase aprovechó los resultados de la precedente, substituyendo el carácter destructor por la intuición constructiva, por la recomposición de valores y la configuración del nuevo orden estético".
Durante cierto tiempo convivieron dos generaciones poéticas, la de 1922 y la de 1930. No se trata, por tanto, de una brusca ruptura. La mayoría de los poetas de 1930 absorbió parte de la experiencia de los del 22: libertad temática, gusto por la expresión actual e imaginativa, verso libre, antiacademicismo. 
La poesía prosiguió la tarea de purificación de medios y formas antes iniciada, ampliando la temática hacia las inquietudes filosóficas y religiosas, con autores como Vinícius de Moraes, Jorge de Lima, Augusto Frederico Schmidt, Murilo Mendes y Carlos Drummond de Andrade, al tiempo que la prosa ampliaba su área de interés para incluir nuevas preocupaciones de orden político, social, económico, humano y espiritual.